# 螺旋のプリンセス
『螺旋のプリンセス』（らせんのプリンセス）は、椎野美由貴著、瀬田ヒナコイラストによる日本のライトノベル。角川スニーカー文庫刊。略称は「螺旋プリン」。

## 概要
地球で暮らす異次元人の様子を、椎野美由貴らしく時にコミカル、時にシリアスに描いたファンタジー小説である。椎野の前作『バイトでウィザード』の前期を彷彿させるドタバタコメディの雰囲気もある一方で、前作にはあまり見られなかったラブコメ色があるのも特徴。
2007年12月の2巻発売から、しばらく続刊がなかったが、2014年8月に小学館ジュニア文庫から1巻が児童書用にリメイクされて、発売となった。
2007年に「ザ・スニーカー」にて短編小説「トライアングル・フォトグラフィ」が掲載された。2015年2月には同作の改稿版が、作者のブログ内で公開された。

## 基本用語
天箱園（てんそうえん）
地球から見た、とある異次元の名称（児童書用リメイク版では「異次元」が「異世界」の表記に修正）。
天使列（てんしれつ）
天箱園人の一部が使える特殊能力のこと。
逃箱者（とうそうしゃ）
天箱園から地球に移住してきた異次元人のこと（児童書用リメイク版では「異世界移民」の表記に修正）。
命壇（めいだん）
生きているものならば必ず足下に持っているという、不可視の円形物質のこと。持ち主のありとあらゆる情報が記録されている。命壇の一部を細工したり、あるいは他者の命壇にそっくり取り替えると、これまでと違う情報を自分に付加できるということで、他人になりすますことが可能となる。よって地球に移住してきた異次元人は、地球での暮らしやすさを求めるため、地球人の命壇を購買したり強奪したりすることがままある。
煉魂受皿器（れんごんじゅべいき）
天箱園で生産される特殊生物の総称。一度肉体が死を迎えたものの魂だけを移した、容器のこと。容器は生物のように動き、外見は動物型であることが多い。

## 登場人物
吉乃聖（よしの ひじり）
本編の主人公の一人。訳あって男装している美少女。15歳。華奢な体つきで男装していても女の子に見えるほど可愛らしく、頑張っても声も低く出せない。葉村によると、胸のサイズは「中の上」。
地球の普通高校・風戸里（かざとり）高校に通っているが、正体は異次元の世界・天箱園の第3王女夕凪（ゆうなぎ）である。
性格は内気でドジっ子。一人称は「ぼく」。武器は、天使列「楼撃（ろうげき）」。
誕生日は3月30日。
果月直哉（かづき なおや）
本編の主人公の一人。天箱園の宮廷騎士団から派遣され、地球で異次元人の犯罪を取り締まる地球派遣騎士」。
風戸里「要塞（ようさい）」所属。黙っていれば人目を惹くほどの美男子だが、性格は非常に強気。口癖は「おれに勝とうなんて百兆年早い」であり、周囲からは「暴風騎士」などと言われている」。
天箱園の名門家「凛馬（りんま）の系譜」の出身。
赤い自転車とビニール傘がトレードマーク。地球の街並みに溶けこむために、風戸里高校の制服（スクールセーター）を着て勤務している。武器は、天使列「宝剣（ほうけん）」。
台城湖子（だいしろ ここ）
果月直哉の同僚である地球派遣騎士。長い黒髪とシスター服のような出で立ちが特徴的な、非常にクールな美少女。無表情で事務的な喋り方をする。
直哉に想いを寄せており、直哉に被害があると暴走する（直哉に被害を与えたのが、たとえ王子であっても平気で殺そうとする）。
天箱園の名門家「誉腕（よわん）の系譜」の出身。武器は、天使列「伐倒（ばっとう）」。
佐藤氷雨（さとう ひさめ）
果月直哉の同僚である地球派遣騎士。非常に穏和な美青年（妻子有りで親馬鹿）。長身で長髪。
紅茶をいれるのがうまく、風戸里「要塞」で聖に振る舞ったりする。佐藤という姓は結婚した地球人女性の名字であり、旧姓は砂儀下（さぎした）といい、天箱園で過去に滅びた一族「涙陰（るいん）の系譜」の出身。
武器は、天使列「爵斧（しゃくふ）」。
荒星（あらぼし）
天箱園の第1王子であり、聖にとって異母兄に当たる青年。非常に変人。黒髪の縦ロールヘアと派手な衣装と厚底ブーツが特徴。湖子に熱烈な片想い中でありつつも、聖を見ると何かとちょっかいを出す。
若葉（わかば）
故人。現在の天箱園王の第3王妃であり、聖の生みの親にあたる。天箱園で15年前に起きた宮廷内乱の際、王女である娘（聖）を逃がすために地球へ亡命。その後自身は天箱園に戻るが、長らく病に伏せっていた。
吉乃恵理（よしの えり）
ごく普通の地球人女性で、聖の育ての親にあたる。聖を実の子供と信じている。年齢はまだ30代で、明るく活発な性格らしい。キャバクラ店を経営している（児童書用リメイク版では会社経営者に修正）。
津島（つしま）
直哉たちが属する風戸里「要塞」の領長（りょうちょう）。責任者にもかかわらず騎士業をほぼ完全放棄し、地球でのラーメン屋経営に命を注いでいる。風戸里「要塞」によく出前に来る。ヒグマに似た大男。
富岡トミー（とみおか　とみー）
天箱園と地球で同時放映しているニュース番組「おはよう天箱園」のニュースキャスター。金髪アフロヘアと「～でござるですよ」等の奇妙な喋り方が特徴（児童書用リメイク版では出番がカット）。
二隊長（にたいちょう）
荒星に付き従う宮廷騎士団第二部隊の隊長。理知的な顔立ち。荒星に忠誠を誓っているようで、平気で突っこんだりぼそっと文句を言ったりすることもある。

### 煉魂受皿器
葉村（はむら）
派遣騎士を補佐する煉魂受皿器（れんごんじゅべいき）。正式名称は、准哺乳類型煉魂受皿器0301葉村崎（はむらざき）開発タイプ。これを略して「葉村」という。
見た目は巨大なゴールデンハムスターで（猫程の大きさ）、首に赤いスカーフを巻いている。プリンをはじめとするスイーツに目がない。人間言語を自在に操るが、「はむん」「はむわー」などの特徴的な鳴き方もする。中身に入っている魂は、以前果月直哉が乗っていた凛馬。
乾（いぬい）
命壇売買業者で働く煉魂受皿器。正式名称は、准哺乳類型煉魂受皿器0707乾島（いぬいじま）開発タイプ。略して乾。見た目は白い柴犬。白衣を着用している。語尾は「わん」。
犬養（いぬかい）
命壇売買業者で働く煉魂受皿器。正式名称は、准哺乳類型煉魂受皿器0708犬養田（いぬかいだ）開発タイプ。略して犬養。見た目は黒い柴犬。白衣を着用している。乾とともに「台城さんと暴風騎士ができれば破局してくれたら嬉しいね委員会」を結成している。
鳩山（はとやま）
風戸里高校をうろついている、謎の煉魂受皿器。正式名称は、准鳥類型煉魂受皿器0001鳩山川（はとやまかわ）開発タイプ。略して鳩山。見た目は純白の鳩で、首に鈴を付けている。貴婦人のような喋り方をするが、怒ると「あたしは鳩じゃありませんわよ、くるっくー」と鳴く。
宇佐霧（うさぎり）
菅原小町の同棲相手が飼っている、謎の煉魂受皿器。見た目は黒毛のウサギ。「～ですぴょん」と喋る。

### 風戸里高校
入江（いりえ）
聖のクラスメイトで、ごく普通の地球人女子。聖のことを「女顔で可愛い気になる男子」と見なし、いろいろモーションをかけてくる。児童書用リメイク版では、フルネームが「入江加奈子」に修正。
大竹（おおたけ）
入江と同じく、聖のクラスメイトの地球人女子。入江と共に聖のまわりをうろちょろする。入江とのお決まりの会話は、「吉乃君って女の子みたいで可愛いよね」「可愛いけど本物の女子としては闘争心が燃えたぎるよね」。児童書用リメイク版では、フルネームが「大竹恵」に修正。
高畑（たかはた）
聖のクラスメイトで、逃箱者の男子生徒。最初は聖のことを「女みたいな顔の弱そうな男」だと思って掃除当番を押しつけたりしていたが、聖の正体を知って態度が丁寧なものに急変した。児童書用リメイク版では、フルネームが「高畑昭」に修正。
栗田露美（くりた つゆみ）
聖のクラスメイトで、逃箱者の女子生徒。実は聖の異母姉に当たる天箱園の第2王女。天箱園に帰るための「居場所」を欲し、聖の命壇を奪おうとする。
堀木隆宏（ほりき たかひろ）
天箱園から来た逃箱者。20歳近い男性。風戸里高校に通う堀木隆宏の命壇を買ったため、周囲の認識を誤魔化すことに成功している。本名は砂儀下千世見（さぎしたちよみ）。つまり佐藤氷雨の血縁者になる。非常に巨体で、爆蜥（ばくせき）と呼ばれる巨大なトカゲを乗りこなす。園南弁（えんなんべん）という方言を使い、方言が相手に伝わらないと激怒する。聖に結婚を迫る。武器は、佐藤と同じく天使列「爵斧」。
菅原小町（すがわら こまち）
聖の通う風戸里高校の保健医。天箱園から来た逃箱者でもある。夜間は地球在住異次元人専門の診療所で働いている。美人でグラマーだが、脱がし魔。
本田（ほんだ）
風戸里高校の教員。聖のクラス担任であるごく普通の地球人男性。
清水（しみず）
聖のクラスの学級委員長。ひとり言が多い。

## 天箱園の政治
天箱園はひとりの王が治める世界。現在の王・万緑（ばんりょく）は、聖や荒星の実父であり、王は天箱園の唯一神・在琉架神（あるかしん）から神託を受けることができるという。王の下には最高議会「来音大叙事（らいいんだいじょじ）」が存在し、次元を動かす組織となっている。
陸宣省（りくせんしょう）
「来音大叙事」を二分する省のひとつ。現在の長は台城湖子の父親。
空栞省（くうかんしょう）
「来音大叙事」を二分する省のひとつ。現在の長は果月直哉の父親。
地球査察庁（ちきゅうささつちょう）
陸宣省に属する庁のひとつ。別名「周夜北辰（しゅうよほくしん）」。聖が長官に任命された。
宮廷騎士団（きゅうていきしだん）
空栞省の管轄下にある団体。別名「空明祈覇（くうめいきは）」。第一から第五部隊まで存在するようで、王族の護衛を担当する第二部隊は「四海神曲（しかいしんきょく）」。地球派遣騎士の所属する第五部隊は「護彗星（ごすいせい）」と呼ばれる。

## 天使列について
天使列とは、一部の天箱園人が生まれつき持つ特殊能力と、それによって起こされる現象のこと。
大昔に神の住む国で大戦争があった時、7人の天箱園人（神軍七援者と呼ばれている）が在琉架神（あるかしん）に味方して勝ち、その際に在琉架神から贈られた「人並み以上、在琉架神未満」の力。力の源は人の魂の部分に刻みつけられて現れ、見た目は地球人のDNAにやや似ているが、天使列は3本の虹色の線が螺旋状に絡まりあっていて、とても美しいという。神から遣わされたもの、奇跡の並ぶ筋という意味で、「天使列」と呼ばれ始めた。
天使列は遺伝で子供に伝わるが、配合をうまく行わないと、きちんと力が伝わらずに弱まったり消えてしまったりする。先祖の天使列をきちんと受け継いでいる一族は、名門と呼ばれる。先祖を辿っても神軍七援者に行き当たらない人は、天使列が全く遺伝していない。
天使列を持って生まれた者は、万物を構成する要素に働きかけて、いろいろな現象を起こすことができる。その一族によって現象の規模や得意分野は異なるが、小さめの力なら物質の変形、大きい現象なら世界を丸ごと作り変える。
また、天使列を発動させる際には列式唱合（れっしきしょうごう）と呼ばれる手順が必要。魔法使いなどの呪文に似た専用言語（=列式）を口にする（=唱合する）ことで、相応の現象を発生させることができる。列式は学んだり暗記したりして修得するのではなく、見合ったものが唱合者の脳内に自然に現れる。簡単な現象であれば列式唱合を省略しても発生できるが、高度な力を使いたければ、唱合者によっては変換補助材が必要であったり、唱合と同時に物質と空間の脈動を計ったりもしなければならない。
ちなみに天使列のことを、葉村は「くるくるみょーんパワー」と可愛く呼びたいらしい。

### 列式唱合の種類
宝剣（ほうけん）
直哉が主として使用する列式唱合。物質を剣状の武器に変える。
伐倒（ばっとう）
湖子が主として使用する列式唱合。物質を槍状の武器に変える。
楼撃（ろうげき）
聖が未熟ながらにも使える列式唱合。柱状の大きな武器を作る。
爵斧（しゃくふ）
物質を斧に変える列式唱合。砂儀下一族が使う。
羇旅（きりょ）
次元の道の扉を開く時に使う列式唱合。かなり精密さを求められる天使列らしく、使い終えると直哉は肩が凝る。
複写復元（ふくしゃふくげん）
主に、異次元人による事件で損壊した地球の街並みなどを修理する際に使用される天使列。唱合者の頭の中にある景色（唱合時より30分以内の過去に限る）を、今ある世界の上に貼りつける。破壊された建物や人の状態、記憶など、全て自動的に過去の状態に置き換わる。ただし復元できるものは地球の生物や存在物に限り、天箱園関連物は一切影響を受けない。複写復元を使用する前に、天使列「休符」で一旦時の流れを止めると、よりスムーズな復元が可能となる。
休符（きゅうふ）
地球の存在物に対し、時の流れを止める。派遣騎士の多くは、次元干渉力に敏感な地球人に悟られないよう、通常は力を押さえ気味にした「休符」を使う。パワー全開の場合は「全休符」を使う。
全休符（ぜんきゅうふ）
天使列「休符」のパワー全開版。
弊破（へいは）
爆弾のような効果がある列式唱合。
代天照（だいてんしょう）
第3王妃若葉の一族が持つ特殊な天使列で、聖も受け継いでいる力。
毘破宴（びはえん）
「誉腕の系譜」台城家が使う、特殊な天使列のひとつ。天使列で発生させた槍の上に、更に二重で天使列を起こし、水などを変換させて創った鬼神的な存在を君臨させる。鬼神を操り、周辺に対して強大な威力を放つ。この場合の列式唱合は通常より長め。
水即固空（すいそくこくう）
水を氷へ、またその逆へと変える力で、天使列の初歩。
嶺閉（れいへい）
空間を変える天使列。変換補助材「連珠（れんじゅ）」を身に着けた状態で列式唱合を行うと、「嶺鎖（れいさ）の塔」と呼ばれる建物が出現する。

### 天使列を使った現象例
多翼道（たよくみち）
地球の対流圏以下にいくつかある、天箱園人専用空路のこと。大昔の逃箱者が天使列を用いて開いた永久非分解現象で、地球人の目にこの空路は見えない。法定速度が決まっていて、超過すると派遣騎士に捕まる。
直哉の自転車（なおやのじてんしゃ）
直哉が仕事中によく乗っている自転車は、天使列によって飛行が可能。空を飛ぶ際には前輪部分に小さな羽が生える。
命壇の取り扱い（めいだんのとりあつかい）
天使列現象によって命壇の取り扱いも可能で、自分からの取り外しや他者との交換、属性記号の追加や変更などができる。
竜（りゅう）
悪徳命壇業者が、逃げ足のために天使列で雀を竜に変換した。

## 物語中に登場する施設など

### 地球
風戸里高校（かざとりこうこう）
聖たちの通っている県立高等学校。普通科のみで共学。校長は逃箱者。
要塞（ようさい）
派遣騎士の詰め所兼、取り調べ室兼、仮住まいといった感じの場所。正式名称ではないようだが、派遣騎士の多くが天箱園にいた頃の習慣で「要塞」と呼んでいるらしい。次元の道が通る場所にはよく建てられている。風戸里「要塞」は駅近くの3階建て雑居ビルの2階にあり、見た目は小さな会社か事務所のような雰囲気。
逃箱者互助組織（とうそうしゃごじょそしき）
地球上で逃箱者が独自に作った、支援団体のこと。住居や生活必需品、偽の身分証などを提供してくれる。互助組織本部は、風戸里「要塞」も入っている雑居ビルの1階にあるらしい。児童書用リメイク版では、「異世界移民組合」に修正。
天風軒（てんふうけん）
津島領長が風戸里市で開いたラーメン屋。出前もしている。
次元間銀行（じげんかんぎんこう）
地球に支店を持つ天箱園の銀行。現地の通貨に換金して、派遣騎士の給料などが振り込まれる。風戸里市の駅近くにはATMもある。
第二礼拝堂「泉廟」（だいにれいはいどうせんびょう）
風戸里市郊外にある逃箱者専用施設。見た目は街によくある洋風の教会。逃箱者が在琉架神（あるかしん）への礼拝をする場所だが、逃箱者の結婚式なども行っている。また「泉廟」は、在琉架神が使う地球の玄関とも言われている。弱気な神父と豪快なシスターがいる。
風ヶ丘団地（かぜがおかだんち）
風戸里市内にある市営住宅。高畑が住んでいる。
ハイウインド風戸里（はいういんどかざとり）
風戸里市内にある賃貸住宅。菅原小町が住んでいる。
グレースウインド風戸里（ぐれーすういんどかざとり）
風戸里市内にある賃貸住宅。台城湖子が住んでいる。

### 天箱園
次元衛生館（じげんえいせいかん）
天箱園にある宮廷付属機関のこと。定期的に別次元へ出張し、逃箱者が落としたり遺したりした天箱園関連の物質等を、回収する役割を担う。移動用の車はトナカイが牽いている大型トラック。運転手の制服の色はサンタクロース風。児童書用リメイク版では「異世界衛生館」に修正。
天箱園トラベル（てんそうえんとらべる）
天箱園にある旅行会社で、逃箱者を団体で地球へ連れ出すツアーなどを行っている。

## 「贄」について
贄（にえ）とは、天箱園の宮廷儀式のひとつ。天使列を与えてくれた在琉架神（あるかしん）への感謝のために、数百年に1度、供物として王族を捧げている。荒星王子は次回の贄候補に自分が選ばれないように、聖を宮廷へ戻らせようとしている。

## 他作品との関連
- 作者のブログ内では、『バイトでウィザード』とのクロスオーバー短編小説『バイトで螺旋のウィザードとプリンセス』が公開されている[19]。
- 荒星王子と『バイトでウィザード』の長谷常彦は遠い親戚であるらしい（椎野美由貴が過去のブログで述べている）。
- 本作品の舞台である風戸里市は、『バイトでウィザード』の虹原市と近い位置にあるらしい。文庫1巻で、果月直哉が「昔隣街の魔法使いと戦ったことがある」と言っている[11]（なおこの文章は、児童書用リメイク版ではカットされている[4]）。『バイトで螺旋のウィザードとプリンセス』でも、風戸里高校と虹原高校の風紀委員が交流会をひらいている[19]。

## 既刊一覧
角川スニーカー文庫（角川書店）
1. 『螺旋のプリンセス 1 ぼくと自転車の騎士』 2007年9月1日刊行 ISBN 978-4-04-428715-3
2. 『螺旋のプリンセス 2 秘密の塔の眠り姫』 2007年12月1日刊行 ISBN 978-4-04-428716-0

小学館ジュニア文庫（小学館）
1. 『螺旋のプリンセス 魔法の王女と風の騎士』 2014年8月11日刊行 ISBN 978-4-09-230772-8

スニーカー文庫1巻の内容を、児童文学むけに修正したもの。イラストは杏堂まい。